# ۱۹۳۹ نبرد وسترپلاته
۱۹۳۹ نبرد وسترپلاته (انگلیسی: 1939 Battle of Westerplatte) با نام اصلی راز وسترپلاته (لهستانی: Tajemnica Westerplatte) یک فیلم جنگی لیتوانیایی-لهستانی است که در سال ۲۰۱۳ منتتشر شد و دربارهٔ نبرد وسترپلاته و جنگ میان نیروی زمینی لهستان با نیروهای آلمان نازی در جریان جنگ جهانی دوم است. فیلم همچنین به اختلاف میان هنریک سوخارسکی و معاونش فرانچیشک دونبروفسکی می‌پردازد.

## گزیدهٔ بازیگران
- میخاو ژبروفسکی
- یان الکساندر اِنگلرت
- پیوتر آدامچیک
- بوریس شیتس
- بارتوش اُبوخوویچ
- آندژی گرابوفسکی
- میروسواف زبرویویچ
- میروسواف باکا
- یاکوب وسووفسکی
- سواومیر
- روبرت وابیخ
- روموآلد کوئوس
- پیوتر نواک
- کاژیمیش مازور
- توماش بورکوفسکی
- یاکوب کامینسکی